# Plesiops malalaxus
Plesiops malalaxus är en fiskart som beskrevs av Mooi, 1995. Plesiops malalaxus ingår i släktet Plesiops och familjen Plesiopidae. Inga underarter finns listade i Catalogue of Life.